# Ginoria thomasiana
Ginoria thomasiana là một loài thực vật có hoa trong họ Lythraceae. Loài này được Alain mô tả khoa học đầu tiên năm 1953.